# دنیکا رومرو
دنیکا رومرو (انگلیسی: D'Nika Romero؛ زادهٔ ۱۷ ژوئیهٔ ۱۹۸۳) بازیکن بسکتبال، و مدل (شخص) اهل ایالات متحده آمریکا است.